# Dordrecht Zuid
Dordrecht Zuid – przystanek kolejowy w Dordrecht, w prowincji Holandia Południowa, w Holandii. Znajdują się tu 2 perony.